# Triodonta zuzartei
Triodonta zuzartei é uma espécie de insetos coleópteros polífagos pertencente à família Melolonthidae.
A autoridade científica da espécie é Branco, tendo sido descrita no ano de 1978.
Trata-se de uma espécie presente no território português.